# Vatikanski vrtovi
Vatikanski vrtovi (talijanski: Giardini Vaticani) obuhvaćaju prostor urbanih parkova i vrtova unutar Vatikana. Površina im je oko 23 hektara čime pokrivaju više od polovice teritorija države na jugu i sjeveroistoku. Sa sjeverne, južne i zapadne strane su omeđeni vatikanskim zidinama. Vrtovi su osnovani i urešeni skulpturama i fontanama tijekom renesanse i baroka.

## Povijest
Prema tradiciji prostor Vatikanskih vrtova je posut zemljom koju je s Golgote donijela Sveta Helena kako bi simbolično sjedinila krv Kristovu s krvlju prvih kršćana, mučenika za vjeru. Vrtovi datiraju još u srednji vijek kada su sjeverno od papinske Apostolske palače zasađeni vinogradi i voćnjaci. Papa Nikola III. je 1279. preselio svoju rezidenciju iz Lateranske palače u Vatikan, okružio područje zidovima i dao zasaditi voćnjak (pomerium), travnjak (pratellum) i vrt (viridarium).
Područje je na početku 16.st. tijekom pontifikata Julija II. doživjelo veću rekonstrukciju. Tada je originalni Bramantov dizajn razdjeljen na tri nova dvorišta, Cortili del Belvedere, della Biblioteca i della Pigna u renesansnom stilu.
U ranom 19. stoljeću u vrtovima se nalazio maleni zoološki vrt. Krajem stoljeća papa Lav XIII. zatražio je da se iz Afrike dovezu jelen lopatar, srna i gazele. U njemu se danas nalaze mnoge životinje poput papagaja, djetlića, zmija, žaba, vjeverica, ježeva i kuna.
Danas Vatikanski vrtovi obuhvaćaju oko 23 hektra zemlje na kojima se nalaze gradske zidine, zgrade, spomenici iz vremenskog razdoblja od 9.st. pa do danas, travnjaci, cvijetnjaci i oko 3 hektara šume.

## Znamenitosti

### Biljni svijet
U vrtovima se nalazi oko 6 500 biljnih primjeraka iz 300 različitih vrsta. Među njima nisu samo autohtone biljke iz Italije nego i mnoge egzotične vrste iz cijelog svijeta, poput stabala sjevernoameričkog javora, libanonskih cedrova, tasmanijski eukaliptus, kineski jasmin i drugi. Jednim dijelom su to darovi koji su uručivani papama kroz povijest.

### Građevine
Među raznolikom florom Vatikanskih vrtova nalaze se mnogobrojne zgrade i institucije među kojima su:
- Radio Vatikan
- Mater Ecclesiae, samostan
- Dom Svete Marte
- Ljetnikovac Pija IV.
- Palača guvernera Vatikanske države, sjedište Vlade
- Vatikanski željeznički kolodvor
- Toranj Svetog Ivana
- Papinsko etiopsko učilište
- Vatikanski helidrom

Vrtovi obiluju i umjetničkim djelima, fontanama, skulpturama, dijelovima antičkih stupova i sarkofaga. Kamene ili drvene klupe omogućuju odmor posjetiteljima pri penjanju na strmijim stazama. Staze su označane jednostavnim kamenim pločama i osvijetljene uličnim svjetiljkama od lijevanog željeza.

### Papinski grb
Ispred guvernerske palače se nalazi cvjetni aranžman koji predstavlja papinski grb. Stalni dijelovi aranžmana su papinska tijara i ključevi svetog Petra koji predstavljaju apostolski autoritet, a zasađeni su biljkama trajnicama. Ostatak grba se mijenja ovisno o simbolima koje papa izabere za svoj grb.

## Uprava
Vrtovi, koji su podjeljeni na nekoliko zona, se nalaze pod upravom vatikanskih državnih ureda. O njima se brine 27 vrtlara kojima je načelu voditelj vrtlara čiji je ured, nazvan Vrtlarev dom (Casina del Giardiniere), smješten unutar Vatikanskih vrtova.

## Galerija
- Vatikanski vrtovi
- Vatikanski vrtovi
- Palača guvernera Vatikanske države
- Vatikanski vrtovi

## Poveznice
- Vatikanski brežuljak